# Associação Desportiva de Macuácua
Associação Desportiva de Macuácua, besser bekannt als AD Macuácua, ist ein mosambikanischer Fußballverein mit Sitz in Macuácua im Bezirk Manjacaze, Provinz Gaza.

## Geschichte
Der Verein wurde im Jahr 2012 von Mitarbeitern der Firma Construções Fuel gegründet.
Im Jahr 2017 nahm AD Macuácua erstmals an der Mocambola teil, der höchsten Spielklasse des Landes. Am Saisonende belegte der Verein mit 18 Punkten aus 30 Ligapartien den letzten Platz und stieg wieder ab. Seitdem gelang es dem Verein nicht in die Mocambola zurückzukehren und AD Macuácua ist heute in den unteren Ligen aktiv.